# Eugen Lovinescu

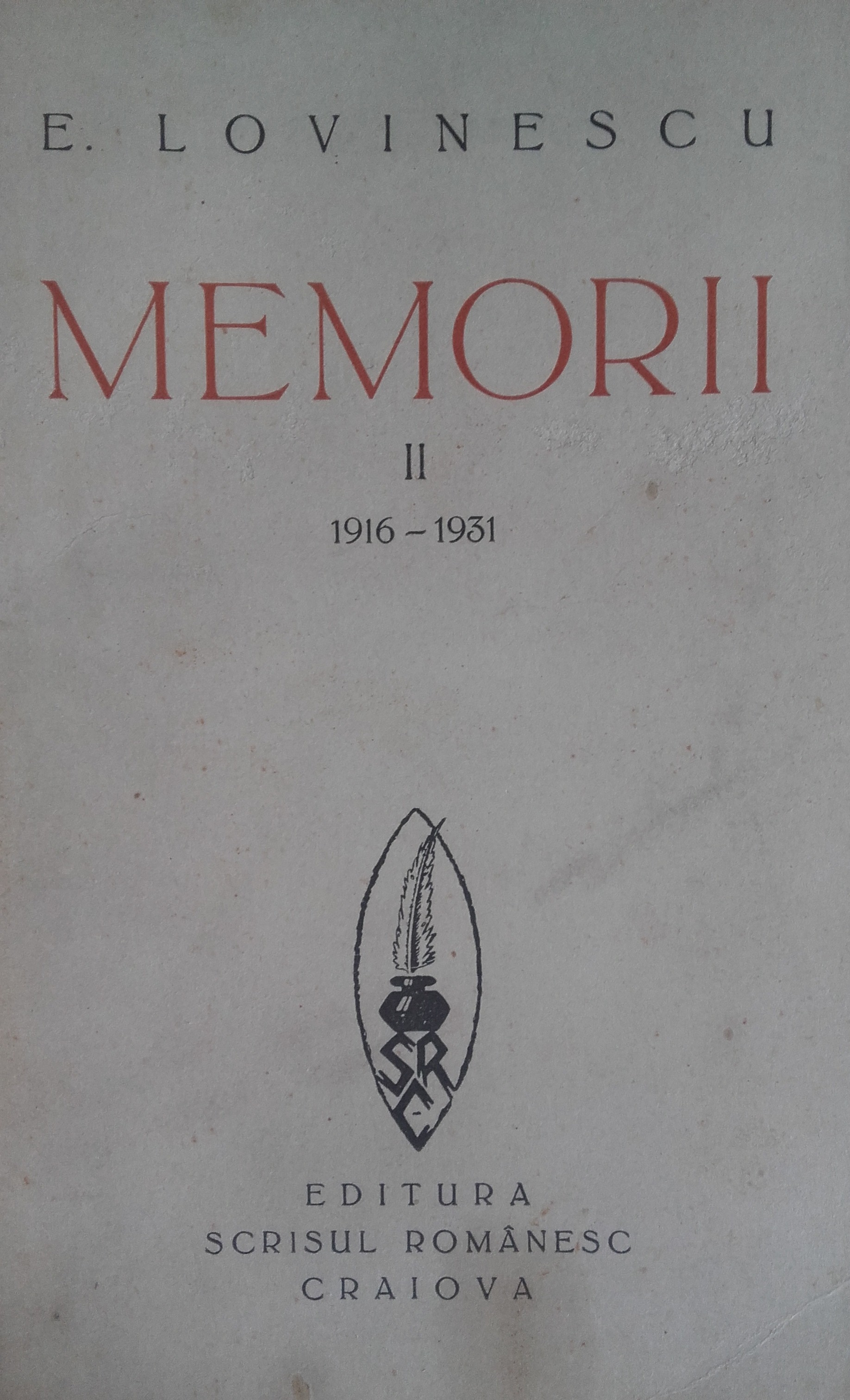
Coperta unui volum de „Memorii”

Eugen Lovinescu (n. 31 octombrie 1881, Fălticeni, Suceava, România – d. 16 iulie 1943, București, România) a fost un critic și istoric literar, teoretician al literaturii și sociolog al culturii, memorialist, dramaturg, romancier și nuvelist român, cel mai de seamă critic după Titu Maiorescu.
Este autorul teoriei Sincronismului și al Mutației valorilor estetice. În ciuda valorii sale incontestabile, a faptului că și-a susținut doctoratul la Paris cu Émile Faguet, a ocupat doar o catedră de profesor de latină la liceul Matei Basarab din București, respectiv a fost profesor al Colegiului Național Mihai Viteazul din București.
Este tatăl criticului Monica Lovinescu și unchiul prozatorului Anton Holban, al dramaturgului Horia Lovinescu și al criticului literar și specialistului în ezoterism Vasile Lovinescu.

## Studii
Urmează gimnaziul la Fălticeni, apoi cursurile Liceului internat din Iași (1896-1899), avându-i profesori pe A. Densușianu și S. Mehedinți. Este licențiat al Facultății de limbi clasice a Universității din București, cu o lucrare despre sintaxa latină (1903). Activează ca profesor de liceu la Ploiești (1904-1906) și la București.

## Activitatea publicistică
Debutează publicistic în suplimentul literar al Adevărului (1903), cu un articol despre studiile sale clasice. În 1904 își începe colaborarea la Epoca, scriind despre Mihail Sadoveanu. A continuat în 1905 cu articole despre scriitori semănătoriști și poporaniști (Octavian Goga, Șt. O. Iosif, Alexandru Brătescu-Voinești, Popovici-Bănățeanu, I. Gorun, Sandu-Aldea, Ion Agârbiceanu, Emil Gârleanu), toate acestea constituind subiectele reunite în cele două volume de debut Pași pe nisip..., apărute în 1906. În această perioadă a activității sale, preocupat fiind de mișcarea literară de la Sămănătorul, se prefigurează confruntările cu marii doctrinari Nicolae Iorga și Garabet Ibrăileanu.

## Activitatea de cercetare
Între 1906-1909 se află la Paris pentru pregătirea doctoratului. Obține titlul de doctor în litere cu o lucrare despre Jean-Jacques Weiss et son oeuvre littéraire; lucrare suplimentară: Les voyageurs français en Grece au XIX-e sičcle (1909), ambele prezentate elogios de criticul Emile Faguet. 
Colaborează la revista Convorbiri literare a lui Mihail Dragomirescu între anii 1907-1909 și publică primele două volume de Critice (I, 1909; II, 1910). 
În această perioadă publică monografiile Gr. Alexandrescu (1910), C. Negruzzi (1913), „Gh. Asachi„ (1921). Încearcă, dar fără succes, să intre în învățământul universitar, la Iași (unde în iunie 1912, în urma unui concurs, îi este preferat Garabet Ibrăileanu) sau la București (unde în 1913 criticul îl suplinește pe Pompiliu Eliade cu un curs despre romantism). 
Patronează - până la sfârșitul vieții - cenaclul Sburătorul și este director al revistei literare Sburătorul (1919-1922; 1926-1927).

## Anii de ucenicie
Puțini au avut de la început și într-o măsură atât de hotărâtoare, ca Eugen Lovinescu, conștiința vocației critice. Adolescent aproape, citise foiletoanele lui Emile Faguet din Revue des deux mondes și crescuse, cum singur mărturisește undeva, cu Criticele lui Maiorescu pe masă. Critica a fost, așadar, pentru el o fatalitate. La vârsta când alți tineri sunt atrași de poezie (de cele mai multe ori din necesități pur sentimentale) sau devorează proza cu subiecte polițienești, singuraticul elev de la Liceul Internat din Iași urmărea cu prematură seriozitate dezbaterile literare și întocmea el însuși note și cugetării critice, dovedind pasiune pentru o disciplină în contradicție, de pe acum, cu temperamentul lui elegiac, contemplativ, Lovinescu ne invită să căutăm originea criticii sale în straturile ... muzicale ale sufletului, în stările de conștiință nediferențiate, misterioase, chip de a spune că în alcătuirea unei personalități critice intră, în afară de informația bogată, inflexibilitatea morală, și un element afectiv, muzical, fără de care voința de a scrie e paralizată și orice activitate literară fără sens.

## Concepția sa critică
Eugen Lovinescu vorbind de vocația sa critică, în sensul de mai înainte, indica izvorul misterios, stările chinestezice din care pornesc toate construcțiile sale critice și ideologice. Exagerând în sensul impresioniștilor, Lovinescu tinde de fapt să destrame concluzia după care, atunci ca și acum, criticul nu e, în cel mai fericit caz, decât fructul unui sistem ideologic, un individ cu ochelarii bine înfipți pe nas. În judecata celor mai mulți, el e sticletele care, venit târziu în fața creatorului biblic, după ce culorile primordiale se sfârșiseră, a fost uns cu ceea ce rămăsese de la celelalte păsări mai norocoase.
Având despre sine și, în genere, despre critică altă înțelegere și prețuire, Lovinescu a respins de la început prejudecățile unei activități facile care parazitează pe marginea textelor. Convingerea lui sigură e că un critic se naște, și nu se face. Cultura desăvârșește ceea ce natura însămânțase de mult, și între poet și critic nu e o diferență esențială din moment ce în orice rând scris intră cu necesitate un accent muzical. În ceea ce privește expresia, critica are, iarăși, posibilitățile oricărui alt gen: talentul individual dă, singur, măsura originalității cu observația că, spre deosebire de poet, criticul operează cu simboluri intelectuale, aduse la înțelegerea cititorului prin alegorii spirituale, disocieri, comparații edificatoare ușor de prins.
Cu aceste convingeri, critica lui E. Lovinescu va porni nu numai dintr-o conștiință ideologică și estetică, ci din necesitatea de a elibera, sub forma expresiei critice, un fond de neliniști spirituale și afective, dintr-o necesitate — altfel spus — de confesiune. Sensul tragic al acestei experiențe iese din contradicțiile ce apar, în chip fatal, între rigorile genului critic și disponibilitățile sufletești elegiace ale intelectualului moldovean care poartă în celula intimă a ființei sale morale spiritul de resemnare și plăcerea purei contemplații. Dar cum și altădată au ieșit din suflete elegiace mari polemiști, fu dat și lui E. Lovinescu să învingă, prin exercițiu critic, piedicile pe care temperamentul le-a pus în calea unei profesiuni aspre. Din moldoveanul resemnat, copleșit de ideea morții, cu o reală inapetență de viață, a ieșit un polemist în linie maioresciană, rar egalat în epocă. Scepticismul moral și relativismul estetic sunt, cu adevărat, expresii ale spiritului său hrănit de operele antichității, dar, printr-o paradoxală convertire de valori, în comentariu critic ele s-au transformat din forțe defensive în pârghiile unei acțiuni critice agresive, negatoare, la început, în opoziție mai totdeauna cu opiniile curente. Peste această dramă temperamentală pe care o lungă carieră critică n-o va destrăma cu totul, se va ridica alta ce ține de condiția generală a criticului. E. Lovinescu reprezintă, într-un anumit sens, expresia ei cea mai tragică.

## Primele studii
Cea dintâi manifestare critică a lui Eugen Lovinescu e o dizertație asupra Perșilor lui Eschil (o lucrare de seminar publicată în foiletonul literar al Adevărului din 1904, condus de Radu Rosetti). Criticul a debutat, așadar, ca... ploieștean.

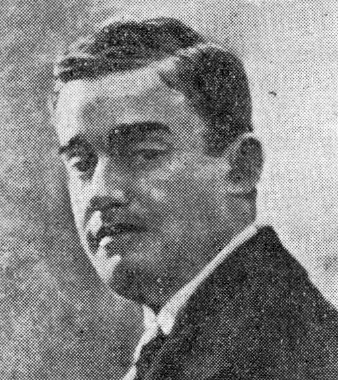
Eugen Lovinescu - desen de Petre Bulgăraș.

În studiile sale clasice, tânărul moldovean, copleșit prematur de ideea zădărniciilor lumești, aflase o preocupare spirituală potrivită temperamentului său. Critica aduce cu sine un spirit activ în contradicție cu inerțiile morale ale omului. De la întâiul rând despre contemporani, criticul a trebuit, așadar, să se disocieze, să înăbușe aspirații de alt ordin și să se decidă la o grea jertfă. Critica nu se poate ridica decât pe un sacrificiu de sine.
În toate însemnările biografice ale criticului (Memorii, Aqua forte— schița biografică din 1942 semnată Anonymus Notarius) revine, în ceea ce privește axa sa morală, ideea izolării și a nevoii de interiorizare încât, cunoscând afecțiunea și plăcerea de a comunica a criticului care a condus timp de două decenii un cenaclu zgomotos și a primit în fiecare după-amiază veleitari de toate chipurile, vine întrebarea dacă omul avea, cu adevărat, dorința de a trăi retras și dacă nu e vorba de obișnuitul bovarism al scriitorului. 
Cine citește însă întinsa operă a lui Eugen Lovinescu constată că melancoliile nu sunt simulate: omul nu poartă mască, și seninătatea lui se ridică pe mari neliniști, sugerate și în romanele sale, pe nedrept ignorate. Depășind condiția genului, criticul împinge reflecția peste marginile analizei, gândind lucrurile în perspectiva eternității. Dar cum pe acest teren faptele capătă mari umbre, individul apare ca o cugetătoare furnică în imensitatea universului. La scepticismul moral al tânărului, se asociază, prin frecventarea culturii și meditația asupra destinului individual, o filozofie în fața mecanismelor complicate ale existenței. De aici decurge o atitudine de rezervă principală fața de orice fapt, transformată, în critică, într-o atitudine neîncrezătoare față de valori. Ar fi desigur o exagerare a explica scepticismul critic al lui E. Lovinescu, în faza de început a activității sale, printr-o atitudine morală, e drept, constantă, și, deci, esențială. Scepticismul are mai întâi, izvoare spirituale; pornește dintr-o neîncredere în eternitatea valorilor, dar relativismul său estetic, stimulat și de Emile Faguet și Anatole France e hrănit și de rezerva morală, a omului timorat de fenomenele vitale.
Prin chiar profesiunea lui, criticul duce o viață retrasă, neavând propriu-zis prieteni ca toată lumea și trece, când atitudinea lui morală e inflexibilă (și nu poate fi altfel!), drept om rău, deoarece sacrifică relațiile amicale în favoarea judecății estetice. Cu rare excepții, E. Lovinescu nu s-a abătut de la această linie, fundamentală pentru destinul criticii, începând prin a formula rezerve față de opera foștilor camarazi de școală. De la primele comentarii el își câștigă, astfel, o libertate a opiniilor, fără de care autoritatea critică e de neînțeles. Îndată după Titu Maiorescu el devine în câmpul criticii personalitatea cea mai proeminentă. Dar autoritatea lui nu s-a impus, ca aceea a lui Maiorescu, de la început. Mai trăia încă, la 1905, spiritul director al junimiștilor și se impusese Nicolae Iorga, personajul central al mișcării literare din primul deceniu al veacului nostru.

## Universitate
În momentul în care Eugen Lovinescu se înscrie la Universitatea din București (1899), secția clasică, învățământul bucureștean era dominat de figurile unor profesori ca Titu Maiorescu și Nicolae Iorga. Cel dintâi cunoștea faza regalității sale critice, cel de al doilea oferea, cum va spune E. Lovinescu mai târziu, „spectacolul impresionant al unei adevărate gigantomanii intelectuale”. Tânărul descins în sala de cursuri a viforosului istoric, asistă, fascinat, la prăbușirea lui Tocilescu, Urechia, Xenopol, Hasdeu, sub biciul de foc al noului profet hotărât să alunge „fariseii” din templul culturii.
Opus și ca temperament și ca mod de a înțelege acțiunea criticului în cultură, Titu Maiorescu se impunea prin claritatea și echilibrul cugetării, frumusețea clasică a limbajului. Fără a avea obligații stricte, E. Lovinescu urmărește ambele cursuri, fără a recunoaște, acum și mai târziu patronatul spiritual al vreuneia dintre personalitățile epocii. De structură maioresciană, el își păstrează o libertate de spirit care îi va pune, nu o dată, în contradicție cu opiniile junimiștilor.
Împrejurările l-au pus în câteva rânduri în contact cu Titu Maiorescu, mai întâi la un congres al profesorilor de latină, apoi în timpul colaborării la Epoca: întâlniri nerevelatorii, aproape protocolare, fără angajamente din nici o parte. Formația maioresciană a lui E. Lovinescu va ieși din contactul nu cu omul sobru, încă în cercul prieteniilor sale politice și literare, ci cu opera critică, singura de altfel esențială. A trăi în preajma unei mari personalități e, desigur, un privilegiu, dar nu hotărâtor pentru destinul intelectual. Nu totdeauna elevii cei mai buni sunt și cei mai apropiați. Continuatorii în linie estetică ai lui Maiorescu nu s-au recrutat din rândul tinerilor care, la 1900, înconjurau cu mare stimă pe profesorul de logică și se bucurau de sprijinul lui în cariera universitară. Dintre aceștia au ieșit câțiva istorici, geografi, organizatori de reviste, etnografi și memorialiști, dar, cu excepția lui Dragomirescu, aproape nici un critic literar notabil. Adevăratul maiorescian este E. Lovinescu, colaborator fără pasiune al Convorbirilor literare, reticent la început față de numeroșii elevi ai criticului, adversarul lor necruțător, mai târziu.
Sunt, apoi, puține semnele de prețuire din partea lui Maiorescu față de incomodul foiletonist de la Epoca. Câteva adnotații favorabile pe marginea dramei ibseniene De peste prag (1906) și... cam atât.
E. Lovinescu, în schimb, crescut în stima și admirația lui Maiorescu, format intelectualicește în spiritul junimismului, va pune prețuirea sa pe singurul teren posibil pentru un critic: acel al ideilor fundamentale.
Maiorescianismul său e, deci, structural. Încă din foiletoanele din Epoca despre Sadoveanu și literatura romantică țărănească se observă spiritul Criticelor maioresciene în problemele estetice esențiale. În formația critică a lui Lovinescu au intrat însă și alte elemente. Contactul cu literatura franceză a fost, după acela cu opera critică a lui Maiorescu și scrierile antichității, decisiv pentru orientarea gustului său. Până a ajunge la Paris, pentru a face studii de specialitate, călătorește în Grecia (1902 — într-o excursie organizată de Gr. Tocilescu) și în Germania, la München. 
Îl atrăgea aici cursul lui Furtwängler⁠(d) și are în vedere un studiu asupra lui Horațiu în decursul veacurilor, abandonat în circumstanțe pe care le va nara în Bâizu — roman în bună parte autobiografic. Se îmbolnăvește de piept și ideea morții până atunci doar temă de meditație, devine o realitate sâcâitoare. Sentimentul zădărniciei, cunoscut mai dinainte, se adâncește și, împăcat cu omul așteaptă fără să dispere împlinirea sorții. Iarna și-o petrece la Florența, iar în 1906, toamna, se pregătește să plece la Paris. Scrisese, între timp, mult, iar în 1906 apare cu două volume de critică: Pași pe nisip...; o dramă în trei acte: De peste prag și o Carte de citire și gramatică pentru clasa a III-a.

## Plecarea la Paris
Una peste alta, Lovinescu era, în momentul plecării sale în Franța, autor a câteva volume de specialitate, a două volume de critică și a unui manual școlar, primul dintr-o lungă serie. Boala și conștiința morții apropiate nu-l vor împiedica, așadar, să scrie într-un ritm care în epoca maturității va duce la producția de trei-patru volume pe an. Ritm normal de lucru pentru alte literaturi, neobișnuit la noi unde criticul își epuizează dialectica lui cea mai fină în discuțiile de cafenea. Și din acest punct de vedere E. Lovinescu va impune în critica românească o etică a muncii, va face din critică o profesiune intelectuală, cu îndatorirea de a se pronunța despre toate scrierile literare dintr-o epocă.

## Pași pe nisip
Era, la 1906, E, Lovinescu, un critic format, cu o concepție estetică fixată în elementele ei de bază? Cine citește "Pași pe nisip...", opera diletantică, de frivolitate galică, cum îi zice chiar autorul, are surpriza de a descoperi un Lovinescu sceptic și facil, totuși nu atât încât să nu se observe finețea gustului și mobilitatea spirituală: două însușiri esențiale pentru critică, totuși nu suficiente pentru a da și autoritate. Concepția lui Lovinescu pornește mai degrabă din neîncrederea în orice concepție organizată într-un sistem. El face operă de beletrist în critică, vehiculând câteva idei sănătoase. Impresionismul său se va structura în anii studiilor la Paris, rodnici pentru E. Lovinescu (publică la Convorbiri critice, Viața românească, incidental la Protestarea și Viața literară și artistică).
Ajungând la acest punct, să cădem de acord dimpreună cu criticul că biografia se confundă cu bibliografia operei. Documentele dinafară scrierilor nu relevă alte elemente în ceea ce privește viața omului, fixată la temelia construcțiilor critice. Aceasta nu înseamnă că omul nu interesează și că viața lui interioară e comună. Sincer e să recunoaștem că sunt scriitori care au biografie și alții care nu au. Eminescu, Macedonski au o biografie, Bacovia — nu. Cunoașterea vieții de zi cu zi a celui din urmă nu aduce nimic revelator pentru înțelegerea operei. Biografia lui reală e opera, în straturile căreia s-au zidit evenimentele intime. Are, mă întreb, criticul, în genere, biografie? Dacă participă ca Maiorescu și N. Iorga la viața politică: da — opera nu explică totul și biografia se poate întocmi. Maiorescu are și o biografie intimă, cea din însemnările zilnice, alta decât cea pe care o exprimă Criticele.
Lovinescu e zidit întreg în opera lui, critică, și viața intimă nu explic aproape nimic Biografia lui reală nu e, deci, cea care înregistrează data nașterii, a căsătoriei și a morții, ci viața operelor în care intelectualul a intrat cu toate emoțiile sale. Contemporanii semnalează un Jurnal, necunoscut azi, în care criticul își nota impresiile. Pot fi ele altele decât acelea din Memorii, Aqua forte și celelalte scrieri critice în care cea mai însemnată parte a biografiei (viața morală și spirituală) intră ca o jertfă voluntară în alcătuirea lor intimă? Greu de acceptat că E. Lovinescu e altul în intimitate, decât cel din cărțile sale, unde schimbările de umoare sunt totdeauna vizibile. Confundându-se cu viața cărților, singura biografie reală pentru cititor, biografia lui Lovinescu înregistrează câteva momente capitale sau, cum le va spune criticul, faze ale activității. Nu le putem analiza aici, în amănunt. Să reținem, înainte de a vedea mai îndeaproape concepția critică a lui Lovinescu în lungul ei proces de elaborare, câteva date din viața spirituală a criticului.

## Doctoratul parizian
În anii pregătirii doctoratului, la Paris, colaborează la Convorbirile critice ale lui Mihail Dragomirescu cu foiletoane de un grațios scepticism intelectual. Acestea vor intra, apoi, în primele volume de Critice. Lucrarea de doctorat (Jean-Jacques Weiss et son oeuvre littéraire) e prefațată de Émile Faguet, punctul de atracție, la acea dată, în viața intelectuală a Parisului. Ca lucrare complementară, Lovinescu prezintă volumul Les voyageurs français en Grèce au XIX-e siècle (1800-1900), prefațat și acesta de o autoritate universitară, Gustave Fougères⁠(d). Din comisia de doctorat face parte și celebrul critic literar Gustave Lanson. Titlul i se acordă, și, în 1910, Lovinescu se întoarce definitiv în țară. În vara anului 1909 scrisese, în vacanța petrecută la Fălticeni, un studiu mal întins despre Grigore Alexandrescu, în intenția, bănuim de a-și netezi calea spre universitate. Lovinescu intuiește utilitatea sintezelor critice și, înaintea lui George Călinescu, introduce în studiul autorilor clasici examenul estetic. După Grigore Alexandrescu, alți doi autori sunt citiți și comentați cu un ochi critic mai atent: Costache Negruzzi (monografia apare în 1913) și Gheorghe Asachi (1921).

## Arta impresiei
În 1910, ține la Universitatea din București o lecție de deschidere privitoare la Critica și istoria literară, unde definește metoda impresionistă (arta de a surprinde, în operă caracteristicul - semnificativul și de a-l reliefa printr-o expresie adecvată) și rigorile istoriei literare, o știință, aceasta, complexă, la îndemâna spiritelor cultivate. Sunt, aici, idei pe care Lovinescu le va abandona mai târziu. În fața spiritelor academice (decanul facultății era Ion Bianu) criticul se arată mai concesiv, dar simpatia pe care o arată metodelor tradiționale ale istoriografiei și prețuirea pentru scriitori mai vechi nu înduioșează împietritul suflet universitar. Lovinescu, intrând de la început în conflict cu puternicul N. Iorga și cu alte autorități universitare (perseverent împotriva lui Lovinescu va fi Ovid Densușianu) nu e acceptat, nici acum, nici mai târziu, deși avea mai mult poate decât oricare altul din generația sa însușirile necesare. E pentru puțină vreme profesor la Iași (în circumstanțe pe care criticul le va povesti, cu lux de amănunte, în Memorii), dar în 1912 e înlocuit, în urma unor aranjamente politice locale, cu Garabet Ibrăileanu. 

## Marginalizarea sa
De la această dată relațiile cu animatorul Vieții românești se înrăutățesc și, până la sfârșit, ele vor cunoaște toate formele polemicii autohtone. E. Lovinescu a rămas însă un simplu profesor de latină la liceul Matei Basarab din București toată viața sa. Nu știm, azi, dacă trebuie să regretăm sau nu ținerea lui Lovinescu departe de Universitate și de Academie. E, desigur, la mijloc o mare nedreptate, nu singura, firește, ce s-a făcut în cultura română, căci în timp ce nume azi cu desăvârșire uitate au ocupat fotolii academice sau au ținut în fața amfiteatrelor goale lecții plicticoase, mediocre compilații, multe spirite înalte au fost sistematic respinse de la orice recunoaștere. 
Când Tudor Arghezi este respins (în 1927, anul apariției Cuvintelor potrivite), de la premiul național de poezie în favoarea obscurului Alfred Moșoiu, faptul ne poate umple de înțelepciune. I s-a făcut, deci, lui Lovinescu o mare injustiție, prima dintr-o lungă serie. Dar poate că această nedreptate să fi hotărât mai repede spiritul său să îmbrățișeze cariera de critic literar.
Dezlegat de obligații protocolare, Lovinescu s-a dedicat unei discipline care nu se poate înțelege fără autonomie morală. A fost deci critic, nimic mai mult, dar nici mai puțin, va spune chiar el, odată, într-o clipă de confesiune amară. A dus adică o existență socială obscură (simplu profesor secundar de limba latină), n-a făcut politică și-nu s-a bucurat de nici o favoare oficială. A scris articole în fiecare săptămână și după război, când omul a ajuns la un echilibru moral mai durabil și situația materială i s-a consolidat, ritmul său de lucru e de trei-patru volume pe an. A creat astfel o operă întinsă, neegalată, ca volum, în critica românească și rar egalată și în ce privește calitatea speculației și a expresiei critice. În ce privește obiectul foiletonului, Lovinescu nu are prejudecăți: scrie despre tot și comentează, la început, orice îi cade sub ochi: Matilde Serao, Panait Cerna, Benvenuto Cellini și I. A. Bassarabescu, Antonio Fogazzaro și Vasile Pop, Contesa Anna de Noailles și Mihail Sadoveanu, într-un stil disociativ, fluent, agreabil la lectură. Colaborează, la Convorbiri literare, la Noua revistă română, Flacăra, Rampa. Volumele Critice III și IV (1915, 1916), în care adună comentariile publicate în acești ani se concentrează în jurul a câtorva idei estetice mai generale. Concepțiile de mai târziu ale criticului, privitoare la obiectivarea epică și intelectualizarea poeziei, le aflăm aici.

## Lucrări de sinteză
După 1922, Lovinescu trece la lucrări de sinteză, și cea dintâi e Istoria civilizației române moderne (1924 – 1925), în trei volume solid documentate. Criticul explică, aici, procesul de formație și de evoluție a civilizației române, din alt punct de vedere decât acela al junimiștilor. La baza acestui proces se afla legea imitației, potrivit căreia societățile înapoiate suportă o fecundă influență din partea celor avansate. E vorba de un proces în doi timpi: mai întâi simularea și, în al doilea rând, stimularea. Tendința e ca popoarele mici să devină sincronice, să ajungă adică, din urmă, prin imitație, popoarele aflate pe o treaptă superioară de dezvoltare. Luată din sociologia lui Gabriel Tarde (Les lois de l’imitation), ideea imitației e aplicată la fenomenul românesc, și din cercetarea actelor politice și culturale Lovinescu deduce că civilizația română modernă începe în clipa în care pătrund în Principatele Române primele semne ale spiritului occidental. Procesul de formație debutează, așadar, printr-o imitație a formelor, odată cu penetrația ideilor înnoitoare ale Apusului. Societatea românească întoarce atunci spatele inerției orientale și, împrumutând formele, creează premisele pentru a apărea fondul. Fenomenul formelor fără fond, de care vorbesc și junimiștii, e, așadar, real dar, spre deosebire de aceștia, Lovinescu îl consideră inevitabil și creator.
Junimiștii, socialiștii, mai târziu poporaniștii și semănătoriștii s-au opus acestui proces, fatal în condițiunile noastre, de unde, observă Lovinescu, lipsa de convergență dintre dezvoltarea socială și evoluția culturii. Această din urmă este, prin rezistență față de noile forme, reacționară, în contra timp cu tendința de evoluție a societății.
Acestea sunt, pe scurt, ideile lui Lovinescu, argumentate pe larg în Istoria civilizației. Lucrarea întâmpină, de la început, protestul specialiștilor. Autorul e declarat, de îndată, amator, neprecepător adică, în materie, și întinsa istorie e trecută la capitolul curiozităților „beletristice". Alții o ignoră, iar sociologii din cercul Vieții românești o consideră o replică „voluminoasă" la eseul sociologic Spiritul critic în cultura românească (1908) al lui Garabet Ibrăileanu. Cu această Lovinescu se întâlnește, e adevărat, în câteva puncte, dar se desparte în numeroase altele. Sunt, firește, discutabile multe idei în această sociologie scrisă într-un stil ce cucerește de la început și menține trează curiozitatea noastră până la sfârșit, deși lucrări de această natură nu incită, de regulă, spiritul nostru la contemplație. Există totuși, ca să ne referim la una din ideile cărții, o tradiție ... a progresului, să-i spunem așa, în Țările Române, și contactul cu Occidentul începe cu câteva secole în urmă. Penetrația ideilor revoluționare nu e, apoi, fără legătură cu apariția de factori stimulatori în câmpul social. O civilizație nouă nu poate apărea pe un teren gol, și, fiind vorba de civilizație română modernă trebuie spus că ea s-a constituit nu prin negația radicală a tradiției (puternică în straturile de jos ale poporului), ci prin integrarea ei.
Interpretarea lovinesciană e și în alte puncte discutabilă, dar cum în astfel de chestiuni soluția satisfăcătoare pentru toți nu e cu ușurință de aflat, să ne mulțumim a observa, din punctul nostru de vedere, puterea ei de seducție intelectuală. Este, în fond, un poem al speculației ideologice, și, de o privim și alt fel, ca încercare de a crea o doctrină unitară, cu legi care să explice fenomene din mai multe domenii, reprezentând un fapt spiritual impunător.
Preocuparea lui Lovinescu e de a pune în acord evoluția socială cu cea culturală, artistică, și punctul său de vedere e că acestea două relații se supun, deopotrivă, legii sincronismului. 
Istoria literaturii române contemporane, (I, II, III, IV, VI, 1926 - 1929) sintetizată, apoi, într-un singur volum 1937, urmărește consecințele acestei legi în literatura de după 1900. Sinteza se constituie în bună parte din materialul Criticelor, reluate, acestea din urmă, în mai multe ediții. Se adaugă puncte de vedere noi asupra autorilor și portrete critice pe care, sub latura morală, Lovinescu le va dezvolta în Memorii, I, II, III (1930, 1932, 1937) și Aqua forte. În acestea din urmă, criticul își urmărește formația sa, într-un chip care surprinde prin luciditatea spiritului. E vorba, în fapt, de o operă delectabilă de moralist. Ce izbește de la început scepticismul superior al memorialistului, ideea mai adâncă a zădărniciei și conștiința foarte acută (în Aqua forte, mai ales) a morții. O confesiune amară se constituie în aceste pagini pline, altfel, de verva, de ironie fină și atingătoare.

## Memorialistul
S-a discutat despre subiectivitatea memorialistului și câteva dintre spiritele mai inclemente (între ele Camil Petrescu) au protestat în articole de o descurajantă agresivitate. Eugen Lovinescu sub zodia seninătății imperturbabile (1933) este un asemenea pamflet, nici primul, nici ultimul de care Lovinescu a trebuit, în lunga sa carieră, să ia cunoștință cu o amărăciune ce știe să se convertească — însă, la timp — într-o atitudine de luptă. Adesea, adversarii se recrutează din rândul foștilor sburăturiști, iritați, într-o pricină sau alta, de opiniile criticului. Ion Barbu contestă ideea sincronismului și pune sub semnul întrebării armătura teoretică a volumului despre evoluția poeziei române. George Călinescu indică obiecțiuni asupra metodei critice lovinesciene, și, în ce privește studiile junimiste, e de părere că acestea sunt cu desăvârșire fără valoare (Titu Maiorescu e „mai degrabă o eroare") etc. Îi contestă priceperea și, coborând la pamflet, numesc pe Lovinescu „marele-eunuc" al literelor române. Dușmanii reali ai criticului îi urmăresc articolele, cu o intensitate agresivă, insultătoare. La acestea criticul răspunde totdeauna stăpânire de sine și superioară ironie îngăduitoare. Efectul neînchipuit, și chiar atunci când dreptatea nu e întru totul partea sa argumentația e seducătoare. Lovinescu este, indiscutabil, mare polemist, și Memoriile sale  cuprind pagini de o savoare unică în literatura română.

## Alte preocupări literare. Romancierul, dramaturgul
După 1930, preocupările lui Lovinescu merg, în afara memoralisticii, spre literatura propriu-zisă și spre istoriografia literară, căci interesul pentru beletristică era mai vechi. După drama ibseniana De peste prag (1906) urmează volume de nuvele, scenete, poezii, romane unele reluate sub diverse titluri (Aripa morții, Comedia dragostei, Lulu, Viața dublă). 
Două cicluri sunt, de reținut: ciclul Bâzu (Bâzu, 1932; patru, 1932; Diana, 1956; Acord final, publicat în Revista Fundațiilor Regale) și ciclul Eminescu, cuprinzând Mite (1934) și Bălăuca (1935). Cele dintâi sunt, până la un punct, opere autobiografice; în solitarul, inadaptabilul Bâzu, scriitorul mărturisind a se prefigura pe sine. Materia epică de aici e aceea a nuvelisticii române de la începutul secolului, tratată însă cu mai mare luciditate estetică. Aceasta face ca faptele să se organizeze într-un simbol mai general, cum e acela al morții sau al ratării în iubire. În cele două cărți despre Eminescu sunt folosite documente, dar și numeroase legende în legătură cu viața sentimentală a poetului. George Călinescu găsea cărților meritul de a comunica grațios profanilor documente rare, greu accesibile altfel. 
Este, în fapt, o negație inteligentă, cordială a romanelor, și Lovinescu, înțelegând seriozitatea obiecției și, poate, temeinicia ei, a simțit nevoia să le apere. Să recunoaștem, oricine obiecții am avea față de speța ușuratică a biografiei romanțate, preocuparea la Eugen Lovinescu de a surprinde o dramă metafizică în circumstanțele vieții comune. Pusă mai mult teoretic, acestei drame nu i se află totdeauna expresia literară adevărată, și cartea împinge curiozitatea noastră spre alte lucruri mai lumești, cum ar fi iubirea pentru Mite Kremnitz, ușoara rivalitate a lui Maiorescu, pasiunea pentru Veronica Micle sau pasiunile adiacente, pasagere, pe care poetul nu le disprețuia.
Astfel de întâmplări, pe care legenda poetului le-a dat un caracter aproape sacru, trezesc, când le vedem puse în carte, un sentiment de nedumerire. Eminescu selenar, imaginat de noi, se confruntă neîncetat cu acela pe care prozatorul îl pune în fața noastră să mănânce, să se vaite de mizeria gazetăriei, să bârfească, să facă curte femeilor frumoase și să converseze cu Maiorescu sau I. L. Caragiale pe teme de loc metafizice. Opiniile lui Lovinescu despre poezia lui Eminescu trec în paginile romanelor și nu fără surpriză descoperim, iarăși, ideile criticului formulate de poet într-o conversație cu Maiorescu sau Mite Kremnitz. În fapt, Mite și Bălăuca sunt, într-un chip mai profund, niște opere lirice, și în destinul tragic al poetului criticul își citea propria nefericire.

## Studiile junimiste
Spre sfârșitul vieții, părăsind aproape de tot foiletonul critic, Lovinescu se dedică studiilor junimiste, și hotărârea sa nu e fără legătură cu temperatura morală a momentului. Agitațiile politice din deceniul al IV-lea îl neliniștesc, și, văzând ce înfumurate, intolerante confuzii amenință din nou cultura română, criticul se gândește să reactualizeze spiritul clarvăzător al lui Maiorescu. Cele două tomuri ale monografiei T. Maiorescu (1940), urmate de T. Maiorescu și contemporanii lui, I, II (1943, 1944), T. Maiorescu și posteritatea lui critică(1943), de broșura Petre Carp (1941) și de o Antologie a ideologiei junimiste constituie o operă critică impresionantă, comparabilă cu aceea a lui Sainte-Beuve despre Port-Royal.

## Moartea
Lovinescu se află, acum, în pragul morții și toate ideile sale, de o limpezime și o gravitate nefirească, răzbat într-un tărâm metafizic. Deși împăcat de timpuriu cu ideea dispariției, omului care citise atâtea opere pline de ideea zădărniciei vieții îi e totuși teamă să privească negurile de dincolo de porțile negre. Bolnav, el se gândește la izbăvire, și gestul de tandrețe al unui confrate îl mișcă până la lacrimi. „Uluit — răspunde el lui Tudor Arghezi, în Informația zilei (31 mai 1943), cu câteva săptămâni înaintea morții — mă țin acum de zidurile prăbușite, ca după un cutremur, căci în timpul ei mi s-a arătat atâta interes, dragoste, devotament din partea atâtor persoane mai de aproape sau mai de departe, cărora nu le acordasem decât... răbdare și cifre de evaluări, încât întregul meu univers moral s-a zguduit din temelii... Mă simt sărac și umil, rușinat de mine însumi și mai nevrednic decât toți cei ce mă înconjoară [...]. înfiorați, ne strângem uneltele sărace de lut și ascultăm torsul stelelor."

## Posteritatea operei sale
Fiica sa, Monica Lovinescu emigrează în Occident și lucrează la postul de Radio Europa Liberă. După moartea lui Lovinescu, soția sa Ecaterina Lovinescu Bălăcioiu este arestată la o vârstă înaintată, peste 70 de ani și condamnată să execute închisoare politică. Reușește să salveze de percheziții unul dintre manuscrisele volumelor de Memorii publicat postum. Întreaga poveste se găsește în volum non fiction alcătuit de Doina Jela, Această dragoste care ne leagă, dar și în volumele autobiografice ale Monicăi Lovinescu, La apa Vavilonului sau sunt presărate în Jurnalele acesteia. Biblioteca lui Eugen Lovinescu a fost confiscată și cărțile au fost arse într-o casă conspirativă a Securității Statului din centrul Bucureștiului. În urma arestării soției lui Eugen Lovinescu, procurorul care s-a ocupat de caz s-a mutat imediat în apartamentul din blocul situat în fața Facultății de Drept a Universității din București. Fostul procuror comunist a eliberat acel apartament abia în anul 2001, după un proces lung și obositor. Acum, în acel spațiu funcționează în prezent fundația "Casa Lovinescu".

## Distincții
- Ordinul Meritul Cultural în gradul de Cavaler cl. I, pentru litere (23 septembrie 1942)[6]

## Opere selective

### Criticul literar
- Istoria civilizației române moderne, (1924-1925);

- Istoria literaturii române contemporane, (I-VI, 1926-1929);

- Critice, ediție definitivă (1925-1929);

- T.Maiorescu, (I-II, 1940),

- T. Maiorescu și contemporanii lui, (I-II, 1943-1944);

- T. Maiorescu și posteritatea lui critică, (1943);

În anul 2003 revenirile sale critice asupra unor scriitori sunt publicate la Editura Paralela 45 în volumul Revizuiri, într-o ediție îngrijită de Ion Simuț.

### Memorialistul
- Memorii, (I-III, 1932);

- Agende literare, (postume);

### Romancierul și nuvelistul
- Nuvele florentine, 1906, cunoscute și sub titlul ediției a doua, Crinul, 1912,
- Aripa morții, roman, 1913
- Viața dublă, roman, 1932
- Ciclul de romane în care erou este Mihai Eminescu: Mite(1934) și Bălăuca(1935), despre iubirile poetului pentru Mite Kremnitz si Veronica Micle.
- Ciclul Bizu (alcătuit din romanele Bizu, 1932; Patru, 1932; Diana, 1956 <<postum>>; Acord final, publicat inițial în Revista Fundațiilor Regale)

### Dramaturgul
- De peste prag, 1906
- Lulu, 1924, în colaborare cu Hortensia Papadat-Bengescu

### Traducătorul
- Publius Vergilius Maro (1964), Eneida, Colecția Biblioteca pentru toți, traducere de Eugen Lovinescu, text revăzut, prefață, tabel cronologic, note și indice de Eugen Cizek, București: Editura pentru Literatură
- Homer, Odiseea